# Ebenus armitagei
Ebenus armitagei là một loài thực vật có hoa trong họ Đậu. Loài này được Schweinf. & Taub. miêu tả khoa học đầu tiên.